# Theope eleutho
Theope eleutho är en fjärilsart som beskrevs av Frederick DuCane Godman och Osbert Salvin 1897. Theope eleutho ingår i släktet Theope och familjen Riodinidae. Inga underarter finns listade i Catalogue of Life.